# 遠見雜誌
《遠見雜誌》（英文名：Global Views Monthly）是一部按月發行的雜誌，由天下文化出版。
1986年7月創刊。創辦人高希均指出，創辦《遠見》的宗旨有二：
第一，是傳播國際知識，包括不同的領域、主題及人物，使華人瞭解國際社會中的世界觀。
第二，則是要提倡遠見，期盼透過媒體的報導，能夠讓讀者揚棄個人的偏見與一己的短見，代之以爭千秋的遠見。
內容方面，以國際及兩岸間重大的趨勢、重要人物、重大事件為主要取材方向。2010年此雜誌首度舉辦「第一屆遠見雜誌環境英雄獎」。每年舉辦「服務業大調查」與「遠見五星服務獎」。

## 同集團事業體
- 1982年：《天下文化出版公司》。
- 2000年：《93巷人文空間》。
- 2002年：《小天下出版公司》。
- 2004年：《30雜誌》。
- 2006年：《遠見民調中心》。
- 2006年：《哈佛商業評論》中文版。
- 2011年：《未來少年》雜誌。[2]
- 2017年：「1號課堂」App 台灣最佳音頻學習行動平台。
- 2017年：全國最大熟齡媒體《50+》 （页面存档备份，存于）

## 獎項
| 年份   | 獲提名                 | 獎項                                      | 結果 |
| ------ | ---------------------- | ----------------------------------------- | ---- |
|        |                        | 金鼎獎 最佳財經時事類雜誌獎               | 獲獎 |
| 2012年 | 你所不知道的環境中國   | 金鼎獎 最佳攝影獎                         | 獲獎 |
|        | 服務啟動新中國         | SOPA 傑出財經報導首獎                     | 獲獎 |
|        | 台灣正在買日本         | SOPA 傑出財經報導佳作                     | 獲獎 |
|        | 你所不知道的環境中國   | SOPA 傑出環境報導首獎                     | 獲獎 |
|        | 你所不知道的環境中國   | SOPA 傑出新聞攝影首獎                     | 獲獎 |
|        | 你所不知道的環境中國   | SOPA 傑出調查性報導佳作                   | 獲獎 |
|        | 節慶特刊               | APC 亞洲出版獎 最佳多媒體行銷             | 獲獎 |
|        | 我的老年誰來養         | 曾虛白先生新聞獎 公共服務報導獎           | 獲獎 |
|        | 年輕人憑什麼贏         | 行銷傳播傑出貢獻獎 年度傑出新聞報導獎首獎 | 獲獎 |
|        | 台灣憑什麼再贏系列影片 | 第一屆台灣微電影節專業組銅牌獎            | 獲獎 |
|        | 我的老年誰來養         | 第27屆吳舜文新聞獎新聞深度報導獎          | 獲獎 |

## 中國大陸網路封鎖
依據GreatFire測試，其網站在中國大陸被當局的網墻封鎖，即當地網民無法正常訪問該網站。HTTP連結自2012年或更早起被封鎖至今，HTTPS連結自2019年7月或更早起被封鎖至今。

## 外部連結
- 官方网站